# Phylloscopus fuscatus
El mosquitero sombrío (Phylloscopus fuscatus) es una especie de ave paseriforme de la familia Phylloscopidae que vive en el este de Asia.

## Descripción
Tiene un tamaño y forma similar al mosquitero común, con una longitud media entre los 12 y 12,5 cm. Sus partes superiores son de color pardo grisáceo sin veteado y las inferiores son blanquecinas. Presenta una destacada lista superciliar blanquecina y una lista ocular algo más oscura que el resto del rostro. Su pico es fino y puntiagudo con la mandíbula superior gris y la inferior blanquecina. Los dos sexos tienen un aspecto similar, pero los inmaduros tienen las partes inferiores de tonos verdosos. 

## Distribución y hábitat
Es un ave migratoria de larga distancia que cría en Siberia (desde el oeste de las montañas Altái hasta Kamchatka), Mongolia, Corea del Norte, el interior de China y extremo oriental de Kazajistán; y se desplaza al sur para pasar el invierno en el sudeste asiático, el sur de China y el este del subcontinente indio. Suele aparecer como divagante en Europa y Norteamérica.
Su hábitat natural es el monte bajo abierto y las praderas húmedas, generalmente cerca de masas de agua como los pantanos y ríos, aunque pasa el invierno en las selvas de tierra bajas y los manglares.

## Comportamiento
Son principalmente insectivoros, aunque pueden complementar su dieta con pequeñas cantidades de materia vegetal como las bayas. Anida en los matorrales bajos, y suele poner entre 5-6 huevos.